# Туменас, Антанас
Антанас Туменас (лит. Antanas Tumėnas, 13 мая 1880, дер. Курклечяй, Ковенская губерния, Российская империя (ныне — Рокишкский район, Литва) — 8 февраля 1946, Бахманнинг, Австрия) — литовский государственный деятель и юрист, премьер-министр Литвы (1924—1925).

## Биография
Учился в Варшавском университете на архитектора, однако затем перешёл на юридический факультет Петербургского университета, который окончил в 1909 году. Затем поступил на службу помощником присяжного поверенного в Новоалександровске. 
В 1915 году эвакуирован в Воронеж, в 1917 году стал одним из основателей Литовской христианско-демократической партии, в 1918 году вернулся на родину. В 1920 году был избран депутатом Учредительного Сейма и возглавил комиссию по разработке конституции страны. С 1922 года — доцент университета Витовта Великого в Каунасе. 
С 10 мая по 10 июля 1923 года — председатель Сейма. В 1923—1925 годах занимал пост министра юстиции в трёх последовательных правительствах (Эрнестаса Галванаускаса, своём и Витаутаса Пятрулиса), с 18 июня 1924 года по 4 февраля 1925 года был одновременно премьер-министром Литвы. После военного переворота 1926 года перешёл в оппозицию режиму Сметоны.
В 1941—1944 годах — профессор Вильнюсского университета. За участие в деятельности подпольного Верховного комитета освобождения Литвы  в 1943 году был арестован немецкими оккупационными властями, позднее освобождён. Бежал с немцами, поселился в Австрии, где и умер.